# Pic de Sarredo
El Pic de Sarredo és una muntanya de 2.448,7 metres que es troba entre a cavall dels termes municipals d'Alt Àneu (antic terme d'Isil) i de la Guingueta d'Àneu (antic terme d'Unarre, a la comarca del Pallars Sobirà.
És a l'extrem sud-oest de la Serra de Pilàs, al sud-oest del Pic de Pilàs i al nord-est del Cap de la Travessa i del Coll de Cerbi.